# Ysrael Zúñiga
Herlyn Ysrael Zúñiga Yáñez (Lima, 27 de agosto de 1976) é um futebolista profissional peruano que atua como atacante.	Atualmente defende o FBC Melgar.

## Carreira
Ysrael Zúñiga fez parte do elenco da Seleção Peruana de Futebol da Copa América de 1999 e 2007.